# Rurouni Kenshin
Rurōni Kenshin — Meiji Kenkaku Romantan (яп. るろうに剣心 -明治剣客浪漫譚-, також відома як Rurouni Kenshin, Samurai X, укр. Руроні Кеншін: романтичне сказання про мечника епохи мейджі) — манґа, створена манґакою Вацукі Нобухіро.
Манґа виходила в журналі Weekly Shonen Jump японського видавництва Shueisha з 2 вересня 1994 року до 8 вересня 1998 року. Вона офіційно завершена та налічує 255 епізодів.
Серія надзвичайно популярна. Станом на кінець 2008 року в Японії продано понад 51 мільйон копій цього твору, що дозволило їй посісти 10-е місце в списку найпопулярніших творів журналу Shonen Jump.
На основі манґи студії Studio Gallop, Studio Deen та SPE Visual Works створили однойменний аніме-телесеріал, який демонструвався в Японії з 10 січня 1996 року до 8 вересня 1998 року. Окрім аніме-серіалу, за манґою були створені дві OVA, один анімаційний фільм та три відеогри для платформ PlayStation та PlayStation 2. Також на основі манґи та аніме сторонніми письменниками були написані 3 романи, офіційно визнані частиною серії. 
В 2023 році відбувся перезапуск аніме-серіалу для сучасної аудиторії. 
Манґу перекладено англійською мовою видавництвом Viz Media. Англійські версії OVA та фільму продавалися під назвою «Samurai X». Перейменування для американської аудиторії було пов'язане з бажанням фірми-дистриб'ютора зробити назву «зручнішою». В інших країнах серіал відоміший під своєю оригінальною назвою «Rurouni Kenshin».
Події твору відбуваються в Японії через декілька років після реставрації Мейджі. Манґа розповідає про пригоди воїна Хімури Кеншіна, який мандрує Японією, допомагає людям та захищає їх.
Попри те, що манґа не є історичною в строгому сенсі цього слова, в ній згадується багато реальних осіб періоду Мейджі, а події, про які вона розповідає, вбудовані в історичний контекст. Крім того, манґака Вацукі Нобухіро, який є фанатом загону Сінсенґумі, часто додавав до своїх персонажів як реальні, так і вигадані факти, як про учасників Сінсенґумі, так і про інших значимих осіб цього періоду.

## Сюжет
Манґа поділяється на 3 частини.
Дія першої, «токійської» частини, починається через 10 років після реставрації Мейджі. Воїн на ім'я Хімура Кеншін мандрує Японією. В минулому, під час війни Бошін, Кеншін був одним з хітокірі, найманим вбивцею на службі прихильників реставрації прямого імператорського правління, які боролися проти шьоґунату Токуґави. З часом Кеншін вирушає мандрувати, аби спокутувати свої злочини. В Токіо він рятує молоду жінку Камію Каору від бандитів, які вирішили захопити її доджьо — школу фехтування. Каору дозволяє йому залишитися та жити в доджьо. Кеншін зав'язує добрі стосунки з багатьма людьми, включаючи колишніх ворогів, та перемагає недругів, старих і нових. Він товаришує з кулачним бійцем Саґарою Саносуке, рятує від якудзи десятирічного сироту Мьоджіна Яхіко та допомагає лікареві Такані Меґумі. Довкола Кеншіна складається група відданих друзів. «Токійська частина» закінчується, коли колишнього хітокірі знаходить один з його найсильніших ворогів — Сайто Хаджіме, колишній командир третього підрозділу Сінсенґумі.
Поєдинок між Сайто та Кеншіном зупиняє високопоставлений чиновник Окубо Тошімічі, який повідомляє Кеншіну про появу на політичній сцені Шішіо Макото, який планує повалити уряд мейджі й захопити всю Японію. Так починається «кіотська частина» манґи: Кеншін вирушає до Кіото, маючи намір зупинити Шішіо та його прибічників. Більшість друзів Кеншіна слідують за ним, аби допомогти йому в битві. Дорогою в Кіото Кеншін зустрічає Макімачі Місао, юну учасницю Онівабан-сю — загону ніндзя. Кеншін приймає допомогу Онівабан-сю, завершує навчання в Хіко Сейджюро — свого вчителя, якого покинув багато років тому, та перемагає Шішіо. Після цього разом з друзями, він повертається до Токіо.
В третій частині у Кеншіна з'являється новий могутній ворог — Юкішіро Еніші, який бажає помститися за смерть своєї старшої сестри Томое, яка була дружиною Кеншіна, але загинула від його руки. Еніші та його помічники нападають на близьких людей Кеншіна та викрадають Каору, інсценуючи її загибель. Кеншін впадає у відчай, проте його друзі з'ясовують, що Каору жива, й вирушають на її порятунок. Після битви між Кеншіном та Еніші, в якій останній програє, друзі разом з врятованою Каору вирушають додому. У фіналі Кеншін знаходить душевний спокій та одружується на Каору.

## Персонажі
Персонажі серії Rurouni Kenshin були відмічені критиками за глибину характерів та природність вчинків, органічно витікаючих з попередніх подій в житті героїв. Рецензент сайту T.H.E.M. Anime Reviews стверджував, що персонажів важко розділити на добрих та поганих: в кожного з них своя правда, і симпатії читача в одній ситуації можуть бути на стороні Кеншіна та його друзів, а в іншій — на стороні їх противників. Нобухіро Вацукі, автор манґи, казав, що у нього погано виходять лиходії, чий характер складається виключно з негативних рис, і спроба створити таких героїв для однієї з частин твору зазнала невдачі.

### Основні персонажі

Хімура Кеншін

Хіму́ра Ке́ншін (яп. 緋村 剣心) — головний герой манґи та аніме.
Хімура Кеншін — колишній легендарний найманий вбивця, відомий як хітокірі Баттосай. Із завершенням епохи Едо Кеншін стає бродячим воїном. Він мандрує Японією, пропонує допомогу та захист звичайним людям, таким чином спокутуючи провину за вбивства, здійснені ним в минулому.
Як прототип для історії Кеншіна Вацукі Нобухіро використав біографію Кавакамі Ґенсая, реально існуючого хітокірі, страченого урядом Мейджі. Оскільки головний герой попередньої манґи Вацукі, Хіко Сейджюро, був високою, чорноволосою людиною, манґака вирішив зробити зовнішність свого нового персонажа повною протилежністю старому, тому Кеншін вийшов маленьким, тендітним, світловолосим, схожим на дівчинку. Шрам на лівій щоці Кеншін, за словами Вацукі, отримав просто тому, що манґака не знав, що ще додати до зовнішності персонажа.
Вацукі довгий час сперечався зі своїм редактором з приводу мови Кеншіна, і за підсумками суперечки було вирішено, що головний герой часто вживатиме жаргонні вирази. Манґака додав у мову героя слово-паразит «оро» (яп. おろ), що служило для вираження спантеличенності або здивування, і був сам вражений тим, наскільки міцно воно зрослося з образом персонажа та як багато разів довелося використовувати це слово в діалогах впродовж всієї манґи.
Серед читачів манґи Кеншін дуже популярний. У всіх без винятку рейтингах персонажів, що підраховуються журналом Shonen Jump, займав перше місце. Рецензенти, критики та оглядачі теж вельми доброзичливо відзивалися про його характер у манзі та аніме.
Існують різноманітні колекційні предмети, що зображають Кеншіна, такі як брелки для ключів, фігурки, плюшеві іграшки, а також копії його меча-сакабато.

Камія Каору

Саґара Саносуке

Сейю: Судзукадзе Майо
Камі́я Као́ру (яп. 神谷 薫) — головна героїня манґи та аніме-серіалу.
За сюжетом молода жінка Камія Каору є власницею невеликого доджьо (школи фехтування) в Токіо. Бандити, які вирішили заволодіти землею, де знаходиться школа, дискредитують доджьо, і воно починає поступово втрачати учнів. Зловмисники змушують Каору підписати договір, за яким вона віддає свою землю в їхню власність. Але Хімура Кеншін перемагає бандитів, рятуючи власницю доджьо.
З часом Каору починає відчувати романтичні почуття до Кеншіна, а в фіналі стає його дружиною та матір'ю його сина Кенджі.
Серед читачів манґи Каору мала середню популярність: у офіційних рейтингах персонажів, які підраховуються журналом Shonen Jump, вона зазвичай входила в першу десятку, займаючи місця не вище четвертого але і не нижче сьомого.
Рецензенти та оглядачі відзначали дівочу чарівність та завзяття героїні, але критикували її за слабкість та безпорадність, що робить з неї класичний сюжетний штамп «діва у біді».
Існують різноманітні колекційні предмети з зображенням Каору, такі як брілки для ключів, плюшеві іграшки, напульсники та постери.
Сейю: Фуджітані Мікі
Саґа́ра Сано́суке (яп. 相楽 左之助) — один з головних героїв манґи та аніме Rurouni Kenshin.
На відміну від інших головних персонажів, Саносуке був створений порівняно пізно, одним з останніх. За задумом Вацукі Нобухіро, Саносуке повинен був стати найкращим другом Кеншіна. Не зважаючі на те, що Саносуке був одним з основних персонажів, Вацукі відчував, що реалізував потенціал цього героя не повністю, і вважав, що міг би отримати цікавий результат, якби зробив його головним героєм замість Кеншіна.
Саґара Саносуке — колишній член Секіхотая, загону політичних екстремістів, знищеного урядом Мейджі. Після того, як Секіхотай припиняє своє існування, Саносуке, розлючений розпуском загону та стратою його командира, стає найманим кулачним бійцем. На початку манґи він стикається з Хімурою Кеншіном, який легко перемагає його. Після цієї зустрічі Саносуке стає найкращим другом Кеншіна та його напарником в більшості битв.
Серед читачів манґи Саносуке був досить популярний та у всіх без винятку рейтингах персонажів, які підраховуються журналом Shonen Jump, займав друге місце, програючи лише Кеншіну.
Критики та оглядачі відзивалися про Саносуке вельми позитивно, відзначаючи, що під час розвитку сюжету він стає все надійнішою людиною.
Саносуке з'являється в багатьох творах, які належать до серії Rurouni Kenshin, включаючи анімаційний фільм Rurouni Kenshin: Ishin Shishi e no Requiem, OVA Rurouni Kenshin: Seisou Hen та всі відеоігри.
Існують різноманітні колекційні предмети із зображенням Саносуке, такі як брілки для ключів, пов'язки та м'які іграшки.
Сейю: Уеда Юдзі

## Історія створення

### Sengoku no Mikazuki
Перші ідеї для майбутньої манґи про Кеншіна з'явилися у Вацукі Нобухіро задовго до початку роботи над фінальною версією твору. Так, 1987 року він створив свою першу професійну роботу під назвою Sengoku no Mikazuki (яп. 戦国の三日月, Серп місяця в епоху Сенґоку), сюжет якої частково входить до світу Rurouni Kenshin. Попри те, що дія цієї манґи відбувається за чотири століття до подій фінальної версії твору, її персонажі є прототипами майбутніх героїв.
За сюжетом мечник Хіко Сейджюро, який володіє вигаданим стилем фехтування під назвою Хітен Міцуруґі, рятує від жорстоких самураїв селянського хлопчика на ім'я ІсШінта, який пізніше стає послідовником Хіко.
Спочатку Вацукі планував створити фентезі-манґу, події якої відбуваються в Північній Європі, та зробити Хіко Сейджюро лицарем, а Ішшінту — селянином, який пішов у солдати. Проте потім манґака визнав, що фентезі — це дуже банально, та переніс події в японський історичний період Сенґоку. Редактор, який працював з Вацукі, спочатку думав, що головним героєм манги буде Хіко, але сам автор завжди вважав основним персонажем Ішшінту, оскільки йому подобалися слабкіші герої, яким доводилося зростати, набирати сили й хоробрості.
Багато деталей цього раннього проекту було потім використано в Rurouni Kenshin. Так, згідно з сюжетом Бродяги Кеншіна, Хіко Сейджюро XIII є майстром стилю Хітен Міцуруґі, який вник в період Сенґоку. Крім того, Хіко рятує від бандитів сільського хлопчика на ім'я Шінта, після чого бере його в учні, давши йому нове ім'я — Кеншін.
Манґа Sengoku no Mikazuki була включена в 6-й том манґи Rurouni Kenshin.

### Rurouni: Meiji Kenkaku Romantan
Іншим прототипом історії про Кеншіна стали дві не зв'язані одна з одною короткі манґи під загальною назвою Rurouni: Meiji Kenkaku Romantan (яп. るろうに -明治剣客浪漫譚-, Руроні: Романтичні оповідання про мечника епохи мейджі). Вони з'явилися в 1992 та 1993 роках в журналі Weekly Shonen Jump Special та пізніше були включені відповідно в 1-й та 3-й томи манґи Rurouni Kenshin.
У першій манзі, яка складається всього з 31 сторінки, безіменний головний герой, який є прототипом Кеншіна, допомагає багатій дівчині на ім'я Райкоджі Тідзуру.
У другій манзі, не набагато більшій ніж перша за об'ємом, дуже схожий на Кеншіна персонаж рятує доджьо сім'ї Камія від кримінального боса, який вирішив одружитися зі старшою дочкою сім'ї Меґумі (пізніше вона перетворилася на Такані Меґумі). Головному героєві допомагають молодша сестра та брат Меґумі, Каору та Яхіко, які у фінальній версії манґи стали відповідно Камією Каору та Мьоджіном Яхіко.

### Rurouni Kenshin
Як стверджує Вацукі Нобухіро, остаточний варіант манґи про Кеншіна склався не зовсім за його бажанням. Він вважав створення історичних творів складним та хотів малювати манґу про сучасний світ. Проте редактор журналу просив саме історичного контексту, і Вацукі погодився, хоча це вимагало ретельного дослідження реалій того часу.
Як контекст манґака мав намір використовувати період Бакумацу, спираючись на історичний роман Палай, о меч! авторства японського письменника Сіби Рьотаро, а сюжет хотів будувати за зразком новели Суґата Саншіро, за якою був знятий фільм Геній дзюдо. Тим не менше, Вацукі визнав повний хаосу час Бакумацу занадто складним для зображення та змінив історичний період свого твору на мирнішу епоху Мейджі.
Вацукі довго підбирав заголовок манґи: варіанти включали «Нішін Кеншін», «Йородзуя Кеншін» та варіації слів «руроні» та «Кеншін», написані різними ієрогліфами.
Слово «руроні», що приблизно означає «Руроні» — неологізм автора, складений з канджі «ру» (яп. 流, блукати, плисти за течією) та «ронін» (яп. 浪人).
Спочатку Вацукі не планував малювати довгу манґу. За його планами робота повинна була закінчитися відбуттям головного героя в Кіото після декількох пригод в Токіо. Однак, незадовго до запланованого завершення манґи з'ясувалося, що інтерес читачів до неї не згасає, і Вацукі вирішив продовжувати її. Щодо розвитку сюжету, то за задумом автора манґа повинна була складатися з чотирьох частин — останньою повинна була стати «частина Хоккайдо», дія якої відбувалася на найпівнічнішому острові Японії. Проте пізніше автор зупинився на трьох частинах та взявся за новий проект.

## Манґа

Обкладинка першого тому манґи

Перший епізод манґи Rurouni Kenshin з'явився в 1994 році в журналі Weekly Shonen Jump. Манґа продовжувала виходити в цьому журналі протягом подальших п'яти років, поки Вацукі не вирішив припинити її.
Японське видавництво Shueisha опублікувало манґу в 28-ми томах, перший з яких вийшов 2 вересня 1994 року, а останній — 4 листопада 1999 року.
У 2006—2007 роках манґа була перевидана в розширеному форматі, в 22-х томах, куди були включені різноманітні додаткові матеріали.
Твір має коротке продовження у вигляді одного епізоду під назвою Yahiko no Sakabatou (яп. 弥彦の逆刃刀, Сакабато, яке належить Яхіко), головний герой в якій — Мьоджін Яхіко. Продовження було опубліковане в Weekly Shonen Jump вже після завершення основної манґи та не було включено в її перше видання, проте увійшло до другого.
В США серія була ліцензована англійською мовою видавництвом Viz Media. Перший том англійською вийшов 7 жовтня 2003 року. Останній — 5 липня 2006 року. В січні 2008 року видавництво Viz Media перевипустило цю манґу в розширеному форматі.

### Популярність

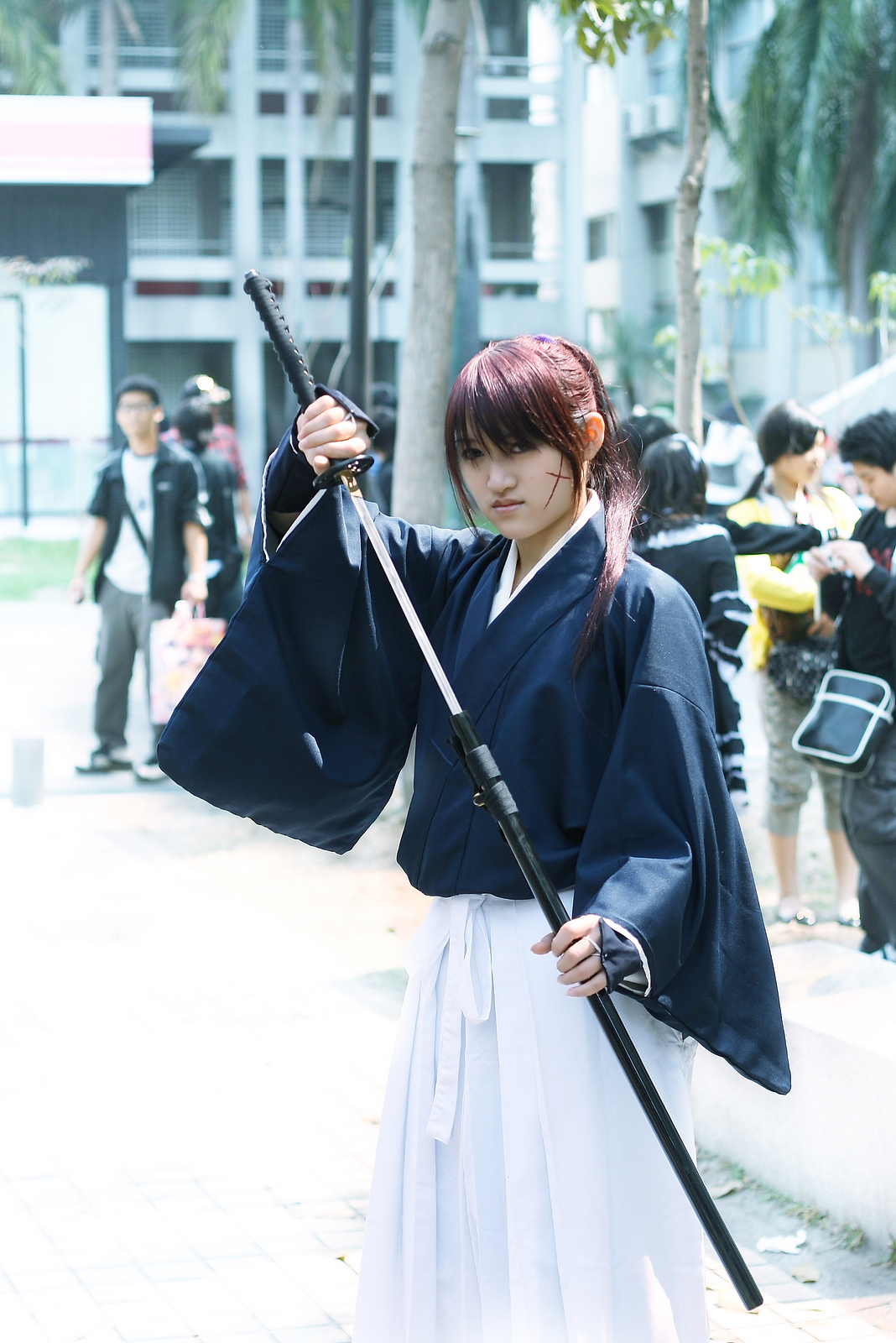

Манґа надзвичайно популярна. За станом на кінець 2008 року в Японії продано понад 51 мільйон копій цього твору. Також твір набув значної популярності в інших країнах та був перекладений більш ніж на 10 мов. За версією ICv2 у 2004 році Rurouni Kenshin посів перше місце за кількістю проданих копій в списку найпопулярніших манґа-серій в США. Окремі томи манґи також мали високу популярність: так, за версією американського агентства Nielsen BookScan 3-й том у 2004 році очолював список найпопулярніших графічних романів протягом двох тижнів, а 27-й том два роки по тому посів у тому ж списку 2-е місце. Той же третій том у лютому 2004 року став першим графічним романом, який увійшов до списку 150-ти найпопулярніших книг, який складається американською загальнонаціональної газетою USA Today.
Після початку публікації своєї роботи в журналі Weekly Shonen Jump Вацукі був сильно здивований читацькими відгуками: попри те, що манґа була розрахована на юнацьку аудиторію, та в ній висвітлювались характерні для подібних творів теми чоловічої дружби та суперництва, листи від дівчат склали понад 90 % кореспонденції автора. Згодом пропорції дещо змінилися на користь хлопців, які, втім, продовжували залишатися в меншості. Пізніше американський рецензент сайту T.H.E.M Anime Reviews зауважив, що Rurouni Kenshin нагадує типову манґу для дівчат Fushigi Yuugi, чим, ймовірно, й обумовлена привабливість Кеншіна для жіночої аудиторії.
Манґа отримала похвальні відгуки рецензентів — наприклад, оглядач від американського сайту Anime News Network, порівнюючи манґи Rurouni Kenshin та Shaman King, писав:

| Як автор «Rurouni Kenshin», Вацукі зарекомендував себе як свого роду майстер [...] оповідання, який постійно знаходить шляхи вплести характери та наміри героїв в їх дії. Коли Кеншін здійснював який-небудь вчинок, читач завжди знав його причину. Особистість та історія Кеншіна ясно відбивалися в основних частинах манґи, справляючи прекрасне враження...[66]Оригінальний текст (англ.) With Kenshin, Watsuki established himself as something of a master of [...] storytelling, constantly finding a way to weave the personalities and intentions of his characters into their actions. When Kenshin took action, the reader always knew why. His personality and history were easily reflected in the main arcs of the manga to magnificent effect. |
Також критики відзначали грамотну побудову сюжету, який складається з багатьох тісно переплетених ліній, та якісний фінал, який розв'язує більшу частину поставлених у творі питань.
Найвдалішою, динамічною та захоплюючою частиною манґи була визнана друга: протистояння Кеншіна та Шішіо Макото, а от до фінальної, третьої частини у критиків знайшлися претензії: на їхню думку, в ній автор почав повторюватися.
Щодо якості малюнку, то рецензент від сайту Mania.com Меган Лейва відзначила, що стиль малювання Вацукі за п'ять років, протягом яких публікувалася манґа, зазнав суттєвих змін: з одного боку, якість малюнка з часом значно покращилася, з іншого — ближче до фіналу зовнішній вигляд деяких персонажів надмірно спростився. Попри це, Лейва схвально відгукнулася про докладні та ретельної промальовані фони всіх сцен.
Однією з причин популярності твору Вацукі були названі досить точні відсилання до реальних подій та вміле вбудовування вигадки в історичний контекст. Критики схвально відгукнулися про той факт, що автор намагався пояснити навіть мало реалістичні трюки, які виконуються персонажами, а не посилався на магію або паранормальні явища. Похвали заслужили і образи більшості другорядних персонажів.

### Список томів манґи
Манґа Руроні Кеншін нараховує 255 епізодів, які входять в 28 танкобонів.

## Аніме-серіал

DVD-бокс з аніме та додаткові матеріали до нього

Аніме-серіал, режисером якого був Фурухаші Кадзухіро, демонструвався в Японії на телеканалі Fuji TV з 10 січня 1996 року по 8 вересня 1998 року. Остання 95-я серія по японському телебаченню не транслювалася, проте присутня на відеокасетах та DVD- дисках.
Продюсерами серіалу виступили компанії Aniplex та Fuji TV, анімацією займалися Studio Gallop (з 1-ї по 70-ю серію) та Studio Deen (з 71-ї по 95-ю).
Серіал, який складався з 3-х сезонів, досить точно повторював перші дві частини манґи, проте потім сценаристи відійшли від її сюжету. Це робилося для того, щоб дозволити Нобухіро Вацукі закінчити роботу над третьою частиною манґи, яку також планувалося адаптувати та включити в серіал. Але цим планам не судилося збутися: велика кількість серій, які не мають стосунку до сюжету основного твору, привела до падіння популярності аніме, і робота над ним була припинена.
17 березня 2003 року аніме почало транслюватися на американському телеканалі Cartoon Network, але показ був перерваний на другому сезоні. Третій сезон (Серії 63-95) вийшов тільки на DVD.
Серіал був ліцензований для випуску на DVD в Північній Америці компанією Media Blasters.
З 18 липня 2000 року по 24 вересня 2002 року вийшло 22 DVD-диски з англійським перекладом серіалу. В кожний диск входило чотири серії, крім останнього, який включав п'ять епізодів.
18 листопада 2003 року, 30 березня 2004 року та 27 липня 2004 року вийшло три DVD-бокса з аніме. 15 листопада 2005 року, 17 січня 2006 року та 14 лютого 2006 вони були перевипущені у дешевшій комплектації. 

### Популярність
Аніме Rurouni Kenshin демонструвалося різними телевізійними мережами більш ніж у 20-ти країнах світу, в Японії серіал кілька разів входив в сотню найпопулярніших. Так, у вересні 2005 року телекомпанія TV Asahi провела серед жителів цієї країни анкетування з метою виявити найпопулярніший аніме-серіал. В результаті Руроні Кеншін виявився на 66-у місці.
Також TV Asahi провела інтернет-опитування. За підсумками опитування аніме піднялося в рейтингу та посілов 62-е місце, а в повторному опитуванні 2006 року серіал поліпшив свої позиції, посівши 26-е місце.
За версією японського журналу Animage Руроні Кеншін посів 9-е місце у ТОП 20 найкращих аніме 1996 року, а роком пізніше в списку 20-ти найкращих чоловічих аніме-персонажів були присутні одразу два герої цього серіалу: Хімура Кеншін та Сета Соджіро (на 4-му та 18-му місці відповідно).
У США Rurouni Kenshin номінувався на премію American Anime Awards в 2006 році у категорії «Тривалий серіал» та вийшов у фінал, але програв Fullmetal Alchemist.
Популярність серіалу підтверджує і той факт, що запит «Rurouni Kenshin» посів 10-е місце в списку найчастіших запитів в категорії «аніме», опублікованому пошуковою системою Lycos наприкінці 2005 року.
Аніме Руроні Кеншін отримало похвальні відгуки критиків. Так рецензент сайту The Anime Review писав:

| «Rurouni Kenshin» став улюбленцем фанатів за дуже короткий проміжок часу. [...] «Kenshin» має унікальні тон і темп, які відрізняють його від багатьох інших серіалів, а безглузде поєднання комедії, драми та екшену може бути тим, що забезпечило стрімкий ріст популярності цього шоу. Типова серія починається з кумедної ситуації, коли очі персонажа стають повністю дикими, а Кеншін шокований... і не сумнівайтеся, деякі з них дуже смішні. Але після ми дізнаємося про ворога цієї серії і з цього моменту все стає дещо більшою мірою шаблонним.[92]Оригінальний текст (англ.) Rurouni Kenshin has become a fan favorite in a very short period of time. [...] Kenshin has a unique tone and pace that sets it apart from a lot of other series, and the wacky combination of comedy, drama, and action may be what has sent this show's profile skyrocketing. The typical episode opens with a humorous situation, one where the character's eyes go completely wild and Kenshin responds in shock...and make no doubt about it, some of these are very funny. But then we find out the enemy of the episode, and from there it becomes a bit more rote. |
Критики відзначали дуже добрий дизайн персонажів та фонів, особливо для аніме з обмеженим бюджетом. Рецензентам сподобалася оригінальне японське озвучення — вони знаходили, що голоси сейю, акторів озвучування, дуже добре підходять персонажам. Оглядачі хвалили і музику, відмітивши, що мотиви традиційної японської музики разом з сучасними гітарними рифами звучать чудово.
З недоліків критики відзначили той факт, що велика частина битв у серіалі погано анімовані та включає велику кількість статичних кадрів на тлі кольорових смуг для зображення високої швидкості руху героїв, а також надмірну насиченість боїв довгими діалогами.
Перший сезон серіалу критики оцінили середньо; третій, який цілком складався з філерів, отримав вкрай негативні відгуки; найбільше позитивних оцінок заслужив другий сезон, який повторював другу частину манґи.

### Список серій аніме
Серіал Руроні Кеншін складається з трьох сезонів, куди входить 95 серій. 

### Перезапуск серіалу
Влітку 2023 року Rurouni Kenshin: Meiji Kenkaku Romantan був перезапущений з використанням нових анімаційних технологій, щоб привабити як нову аудиторію, так і давніх прихильників франшизи. Окрім технічної частини реалізації, від першої версії ремейк відрізняється більшою наближеністю до сюжету манги, відсутністю філерів та більш серйозним тоном оповідання.   
Перший сезон нового серіалу складається з 24 серій й охоплює частину історії до моменту, коли герой покидає друзів для подальшої боротьби з Шішіо Макото. 
Також було анонсовано офіційно, що другий сезон ремейку, Kyoto Disturbance, буде випущено в 2024 році.

## Фільм

Руроні Кеншін: Реквієм для патріотів

Анімаційний фільм режисера Цуджі Хаджікі під назвою Rurouni Kenshin: Ishin Shishi e no Requiem (яп. るろうに剣心 維新志士への鎮魂歌, Руроні Кеншін: Реквієм для патріотів) вийшов в Японії 20 грудня 1997 року.
У США фільм ліцензований під назвою Samurai X: The Motion Picture (Самурай Ікс: Фільм).
Згідно з сюжетом, в останні роки бакумацу сили князівства Айдзу зробили відчайдушну атаку на лідерів Імператорської армії. Під час атаки Кеншін, який знаходився на місці битви, вбив одного з найсильніших мечників шьоґунату — Такацукі Ґентацу.
Через багато років, у 1879 році, під час поїздки з друзями до Йокоґами Кеншін зустрічає сестру Ґентацу на ім'я Токі та його колишнього соратника Шіґуре. Шіґуре таємно готує повстання, планує вбити прем'єр-міністра Японії та скинути уряд мейджі, аби помститися за свою сім'ю, яка загинула під час війни Бошін. Повстанці знищують будівлю англійського консульства та нападають під час параду в Токіо. Кеншін вступає в бій з Шіґуре та перемагає його, тим самим усуваючи небезпеку для уряду.

### Популярність
На відміну від аніме та манґи, анімаційний фільм Руроні Кеншін: Реквієм для патріотів отримав досить середні оцінки критиків: з одного боку, рецензентам сподобалвся розвиток характеру Шіґуре, головного противника Кеншіна, з іншого — у фільмі були присутні спогади героїв, які швидко набридали глядачам та не дуже добра музика, а також наголошувалася певна вторинність сюжету фільму по відношенню до аніме-серіалу.
У оцінці якості анімації думки критиків розійшлися: знайшлися як ті, хто визнав її доброю, так і ті, хто висловився негативно.

## OVA
Крім фільму, до серії Руроні Кеншін входять дві OVA, в яких творці зробили спробу відобразити Японію періоду реставрації мейджі реалістичніше.
В порівнянні з фільмом та аніме-серіалом, графіка в обох OVA відрізняється більшою реалістичністю. Як фони використовувалися зняті на плівку кадри реальних краєвидів та будов, змонтовані з кадрами мальованої анімації, аби додати картині додаткового реалізму.
OVA, випущені спочатку у вигляді коротких 30-хвилинних серій (перша OVA складалася з чотирьох серій, друга — з двох), були потім повторно випущені у вигляді єдиних фільмів. У них було істотно змінений та зменшений звуковий супровід, хоча і без змін або пропуску фонових композицій.

### Rurouni Kenshin: Tsuioku Hen

Rurouni Kenshin: Tsuioku Hen

Перша OVA під назвою Rurouni Kenshin: Tsuioku Hen (яп. るろうに剣心 追憶編, Руроні Кеншін: Спогади), також відома як Samurai X: Trust and Betrayal (Самурай X: Довіра та зрада), вийшла в Японії 20 лютого 1999 року.
Сюжет нової екранізації в основному відповідає сюжету манґи та розповідає про минуле Кеншіна і про його роботу найманим вбивцею на стороні антишьоґунських сил під час останніх років шьоґунату Токуґави та війни Бошін.
За сюжетом, молода жінка Юкішіро Томое стає свідком одного із вбивств, яке здійснив Кеншін. Він повинен вбити її як небажаного свідка, але проявляє милосердя та забирає її з собою, а після поразки повстання прихильників Сонно джьої в Кіото переховується з нею в селі. Там, аби не викликати підозр, Кеншін та Томое живуть під виглядом чоловіка та дружини. Томое виявляється зрадницею, але через те, що вона несподівано закохується в Кеншіна, вона більше не хоче допомагати агентам шьоґунату. У спробі врятувати Кеншіна, вона трагічно гине від його руки. Приголомшений її смертю, Кеншін присягає битися далі до настання нової ери Мейджі, а потім назавжди залишити ремесло вбивці.

### Популярність
OVA заслужила вельми схвальні оцінки критиків, які відзначили дуже добру анімацію та звук, захоплюючий сюжет, а також — окремо — велику кількість насильства, яке, проте, добре стилізоване та нагадує самурайські фільми Акіри Куросави.
Рецензент від Anime News Network відзначив реалістичність битв, а також зарахував це аніме до «найкращих OVA всіх часів». Проте, оглядач від сайту Animejump.com скаржився, що літри крові на екрані абсолютно нічого не додають сюжету, який страждає від недостатньої глибини, а також, наголошувалася дивна та нелогічна кінцівка, де Кеншін присягається припинити вбивства в той момент, коли йому це буде зручно.
Інший критик порівнював внутрішній конфлікт доброго та ідеалістичного Кеншіна, вимушеного вбивати, з історією Енакіна Скайвокера із Зоряних війн, але при цьому відзначав несподівано різкий перехід головного героя від жорстоких убивств до мирного сільського життя.

#### Список епізодів
| № | Назва                                            | Дата виходу |
| --- | ------------------------------------------------ | ----------- |
| 1 | Головоріз «Кіру отоко» (斬る男)                  | 20.02.1999  |
| Після смерті батьків маленький хлопчик Шінта потрапляє до работорговців. Його рятує мечник Хіко Сейджюро. Хіко бере хлопчика в учні та дає йому нове ім'я — Кеншін. Через декілька років Кеншін покидає свого вчителя та вирушає в Кіото, де поступає на службу до противників шьоґунату як найманий вбивця. За весь час роботи він отримує лише одну рану — довгий поріз на лівій щоці.                                         |                                                  |             |
| 2 | Кішка, яка загубилася «Майой неко» (迷い猫)      | 21.04.1999  |
| В одну з ночей молода жінка Томое стає свідком вбивства, вчиненого Кеншіном. Виявившись не в силах вбити жінку, Кеншін забирає її з собою. Згодом, рятуючись від переслідування шьоґунських сил, Кеншін разом з Томое біжить з Кіото в село, де вони деякий час живуть під виглядом пари, аби не викликати підозр. |                                                  |             |
| 3 | Ніч біля підніжжя гори «Йоі но сатояма» (宵里山) | 19.06.1999  |
| Виявляється, що Томое входить в угрупування, яке підтримує шьоґуна та планує знищити Кеншіна. Таким чином, Томое виявляється зрадницею. Проте вона встигає покохати Кеншіна та йде до своїх колишніх товаришів, аби переконати їх не чіпати його. Спільники Томое беруть її в полон, вважаючи, що вона послужить хорошою приманкою для Кеншіна. Той вирушає на порятунок Томое.                                                  |                                                  |             |
| 4 | Хрещатий шрам «Дзюджі кідзу» (十字傷)            | 22.09.1999  |
| Під час поєдинку голови угрупування та Кеншіна Томое намагається врятувати останнього, закривши його своїм тілом, але Кеншін, не побачивши її, завдає і їй, і своєму ворогові фатального удару. Перед смертю Томое кинджалом викреслює на щоці Кеншіна нову відмітину, яка пересікається з попередньою. Після загибелі Томое Кеншін присягається битися лише доти, доки не настане нова ера, а потім назавжди припинити вбивати. |                                                  |             |

### Rurouni Kenshin: Seisou Hen

Rurouni Kenshin: Seisou Hen

Друга OVA під назвою Rurouni Kenshin: Seisou Hen (яп. るろうに剣心 星霜編, Руроні Кеншін: Минулі роки), також відома як Samurai X: Reflection (Самурай Х: Віддзеркалення), вийшла в Японії 19 грудня 2001 року.
Значну частину цієї екранізації займає переказ подій, які відбувалися з Кеншіном у минулих серіалах з точки зору Камії Каору. OVA слабо прив'язане з манґою та розповідає про події, які відбулись після її закінчення.

### Популярність
Друга OVA отримала менш схвальні відгуки, ніж перша. Попри те, що критики відзначали високу якість анімації та музики, вони стверджували, що більшість персонажів, а особливо головний герой, впродовж сюжету здійснюють вчинки, абсолютно не властиві їх характеру.
Автор манґи Вацукі Нобухіро, теж залишився невдоволений фіналом — на його думку Кеншін заслуговував на щасливий кінець.
Також, весь сюжет був названий рецензентами «утомливою та дратівливою мелодрамою», а голос Судзукадзе Маї, сейю, яка озвучувала Кеншіна — непідходящим для сорокалітнього героя.
Втім, на думку рецензента від сайту T.H.E.M. Anime Reviews, фільм цікавий і відображає складність та глибину особистості Кеншіна.

#### Список епізодів
| № | Назва                                                        | Дата виходу |
| --- | ------------------------------------------------------------ | ----------- |
| 1 | Минулі роки, частина 1 «Сейсо хен — дзйокан» (星霜編 ~上巻~) | 19.12.2001  |
| Після декількох років мирного життя разом з Камією Каору Кеншін знов починає мучитися провиною за скоєні вбивства та вирішує знову вирушити мандрувати. Кеншін подорожує по Японії, час від часу повертаючись додому. Його син Кенджі, починає ненавидіти батька за зверхнє відношення до сім'ї та вирушає шукати Хіко Сейджюро, сподіваючись після навчання у нього стати сильнішим за батька, але Мьоджін Яхіко повертає Кенджі додому. Тим часом Кеншін починає страждати від невідомої хвороби, яка поступово вбиває його. |                                                              |             |
| 2 | Минулі роки, частина 2 «Сейсо хен — ґекан» (星霜編 ~下巻~)   | 20.03.2002  |
| Каору переконує чоловіка заразити її цією невідомою хворобою, аби розділити його біль. Незабаром Кеншін вирушає допомагати уряду мейджі в першій японо-китайській війні. Саґара Саносуке знаходить Кеншіна та повертає його до Токіо, де він помирає на руках у Каору. Його хрестоподібний шрам зникає, вказуючи, що Кеншін нарешті знайшов спокій. |                                                              |             |

## Ранобе
Сторонні автори створили три романи по світу Rurouni Kenshin, які офіційно визнані частиною серії.
Більша частина історій, розказаних в них, є оригінальними роботами авторів, які згодом були включені в аніме-серіал. Інші ж є переказом сюжетів, що вже були в манзі та аніме.
Роман Подорож в місячний світ був перекладений англійською мовою.

### Список томів
| - 1. Подорож в місячний світ 月の世界へ - 2. Саносуке то нішікі-е 左之助と錦絵 | Автор: Шідзука Каору Назва: Подорож в місячний світ |

| - 1. Битва Яхіко 弥彦の闘い - 2. Куроґаса 黒笠 | Автор: Шідзука Каору Назва: Битва Яхіко |

| - 1. Шімабара TVアニメ版島原編 | Автори: Акі Рьо та Муроі Фуміе Назва: Шімабара |

## Музика
Музику до аніме-серіалу написав японський композитор Асакура Норіюкі.
Компанія Sony Records випустила декілька дисків з саундтреками. Перший з них, Rurouni Kenshin OST 1 містив 23 пісні. На другому диску, Rurouni Kenshin OST 2 — Departure, знаходилося 21 композицій. Третій, Rurouni Kenshin OST 3 — Journey to Kyoto складався з 13 доріжок. Останні 12 композицій, які були присутні в третьому сезоні аніме, знаходилися на останньому диску, Rurouni Kenshin OST 4 — Let it Burn.
Музику для обох OVA написав композитор Івасакі Таку, а диски випускала компанія SME Visual Works. Перший диск, Rurouni Kenshin: Tsuioku Hen OVA OST, складався з 16 композицій. Саундтрек-альбом з другої OVA, Rurouni Kenshin: Seisou Hen OVA OST, складався з 18 мелодій.
Музику для анімаційного фільму написав композитор Івашіро Таро.
Також існують чотири альбоми з колекціями найкращих композицій. Японські актори -сейю, які озвучували персонажів аніме, випустили два альбоми зі своїми піснями, Rurouni Kenshin: Character Songs та Character Songs 2.
Існує повна збірка композицій, які використовувалися в аніме-серіалі, фільмі та OVA. Ця збірка, випущена в 2002 році, називається Rurouni Kenshin: Complete CD-Box, та включає мелодії всіх вищеперерахованих дисків, а також композиції з двох відеоігор по серії Руроні Кеншін.

### Список музичних альбомів
| №  | Назва                         | Композитор      | Дата виходу | Дисків\Треків | Видавець          |
| -- | ----------------------------- | --------------- | ----------- | ------------- | ----------------- |
| 1  | OST 1                         | Норіюкі Асакура | 29.05.1996  | 1/23          | Epic/Sony Records |
| 2  | OST 2 — Departure             | Норіюкі Асакура | 21.10.1996  | 1/21          | Sony Records      |
| 3  | OST 3 — Journey to Kyoto      | Норіюкі Асакура | 21.05.1997  | 1/13          | Sony Records      |
| 4  | OST 4 — Let it Burn           | Норіюкі Асакура | 01.02.1998  | 1/12          | Sony Records      |
| 5  | Ishin Shishi e no Requiem OST | Таро Івашіро    | 21.11.1999  | 1/14          | Sony Records      |
| 6  | Tsuioku Hen OST               | Таку Івасакі    | 20.03.1999  | 1/16          | SME Visual Works  |
| 7  | Seisou Hen OST                | Таку Івасакі    | 23.01.2002  | 1/18          | SME Visual Works  |
| 8  | Director's Collection         | —               | 21.07.1997  | 1/30          | Sony Records      |
| 9  | Best Themes Collection        | —               | 21.03.1998  | 1/10          | Sony Records      |
| 10 | Brilliant Collection          | —               | 21.11.1998  | 3/33          | SME Visual Works  |
| 11 | Premium Collection            | —               | 18.12.1999  | 3/29          | SME Visual Works  |
| 12 | Character Songs               | —               | 21.07.1996  | 2/11          | Sony Records      |
| 13 | Character Songs 2             | —               | 18.07.1998  | 1/10          | Sony Records      |
| 14 | Ishin Gekitou Hen Game OST    | Норіюкі Асакура | 12.12.1996  | 1/25          | Antinos Records   |
| 15 | Juuyuushi Inbou Hen Game OST  | Норіюкі Асакура | 22.04.1998  | 1/37          | Sony Records      |
| 16 | Complete CD Box               | —               | 19.09.2002  | 12/все        | SME Visual Works  |

## Аудіо-п'єса
Аудіо-версія перших глав манґи складається з трьох частин та продається, як на CD-дисках, так і на компакт-диск-касетах.
Перша частина, заснована на главах 1—4, була випущена в грудні 1994 року, друга та третя (глави 5—8 та 9—14 відповідно) — у 1995 році.
В аудіо-версії склад акторів озвучення повністю відрізняється від складу сейю аніме-серіалу.

## Енциклопедії

Rurouni Kenshin — Manga — Profiles

Існує дві офіційні енциклопедії по світу Rurouni Kenshin.
Перша Kenshin Hiden (яп. 剣心秘伝), була випущена видавництвом Shueisha в Японії 4 липня 1996 року та складалася з різних описів та статистики по персонажах. Енциклопедія була перекладена англійською мовою та випущена в США видавництвом Viz Media під назвою Rurouni Kenshin — Manga — Profiles 1 листопада 2005 року.
Друга енциклопедія Kenshin Kaden (яп. 剣心華伝), вийшла 15 грудня 1999 року. Вона містить у собі новелу під назвою Haru ni Sakura (яп. 春に桜, Весняне цвітіння сакури), яка описує подальшу долю всіх основних персонажів манґи.
За сюжетом новели, головні герої — Кеншін та Каору з сином Кенджі, Місао, Аоші, Меґумі, Яхіко та його подружка Цубаме збираються разом, аби подивитись на цвітіння сакури. Вони розповідають про свої справи та в розмовах з'ясовують, що Саґара Саносуке об'їхав всю земну кулю, та повертається до Японії, а Сайто Хаджіме живий та виконує свою роботу на Хоккайдо.
Крім енциклопедій, видавництво Shueisha випустило 3 графічних альбомів, і ще один альбом з вибраними зображеннями.

## Відеоігри
На основі манґи Руроні Кеншін були створені три відеоігри. Дві з них виходили лише в Японії для платформи PlayStation.
Перша гра, Rurouni Kenshin: Ishin Gekitou Hen (яп. るろうに剣心 維新激闘編, Жорстокі битви за реставрацію мейджі), була випущена 29 листопада 1996 року та являла собою тривимірний файтинг з дев'ятьма персонажами.
Друга, Rurouni Kenshin: Juuyuushi Inbou Hen (яп. るろうに剣心 十勇士陰謀編, Змова десяти хоробрих воїнів), вийшла 18 грудня 1997 року та являла собою RPG з сюжетом, який не має відношення ні до манґи, ні до аніме.
Третя, під назвою Rurouni Kenshin: Enjou! Kyoto Rinne (яп. るろうに剣心 炎上!京都輪廻, Спалення: Кругообіг перероджень Кіото), призначалася для консолі PlayStation 2, вийшла 14 вересня 2006 року та була продана тиражем понад 130 000 копій.
Крім цього, основні персонажі Rurouni Kenshin з'являлись в іграх Jump Super Stars та Jump Ultimate Stars.

### Виноски
1. 1 2 3  Список томів манґи. Anime News Network. Архів оригіналу за 3 серпня 2009. Процитовано 14 травня 2009.
2. ↑  СТС: Самурай Икс. Архів оригіналу за 25 грудня 2007. Процитовано 14 травня 2009.
3. 1 2 3  Список епізодів аніме серіалу. Anime News Network. Архів оригіналу за 12 квітня 2009. Процитовано 14 травня 2009.
4. ↑  Сторінка фільму 'Rurouni Kenshin: Ishin Shishi e no Requiem' в енциклопедії Anime News Network. Anime News Network. Архів оригіналу за 15 квітня 2009. Процитовано 14 травня 2009.
5. ↑  Samurai X: The Motion Picture. Anime News Network. Архів оригіналу за 15 квітня 2009. Процитовано 14 травня 2009.
6. ↑  Список епізодів OVA Rurouni Kenshin: Tsuioku Hen. Anime News Network. Архів оригіналу за 3 квітня 2009. Процитовано 14 травня 2009.
7. ↑  Список епізодів OVA Rurouni Kenshin: Seisou Hen. Anime News Network. Архів оригіналу за 28 липня 2009. Процитовано 14 травня 2009.
8. 1 2  Top Manga Properties in 2008 - Rankings and Circulation Data (англ.). ComiPress.com. Архів оригіналу за 22 червня 2013. Процитовано 14 травня 2009.
9. ↑  Сторінка манги на сайті Viz Media. Viz Media. Архів оригіналу за 1 лютого 2009. Процитовано 14 травня 2009. {{cite web}}: Недійсний |deadurl=404 (довідка)
10. ↑  Japan News Briefs. Anime News Network (англ.). 29 травня 1999. Архів оригіналу за 3 серпня 2009.
11. ↑  John A. Lent Comic art of Africa, Asia, Australia, and Latin America through 2000 ст. 264
12. ↑  Nobuhiro Watsuki. Rurouni Kenshin, Volume 12 (Chapter 94). — Viz Media, 2005. — ISBN 978-1-59-116703-7.
13. ↑  Robin E. Brenner Understanding manga and anime. ст. 157
14. ↑  Nobuhiro Watsuki. Rurouni Kenshin, Volume 7 ("The Secret Life of Characters (21) Saitō Hajime"). — Viz Media.
15. ↑  Nobuhiro Watsuki. Rurouni Kenshin, Volume 2 ("The Secret Life of Characters (6) Sagara Sanosuke"). — Viz Media, 2003. — С. 48. — ISBN 1-59116-249-1.
16. ↑  Justin Freeman. Shaman King G1 — Review (англ.). Anime News Network. Архів оригіналу за 15 червня 2014. Процитовано 16 травня 2009.
17. 1 2 3 4  Игорь Сонин. Лицо со шрамом. — anime*magazine, 2003. — № 9. — С. 22—31.
18. 1 2 3  Carlos Ross. Rurouni Kenshin (англ.). T.H.E.M. Anime Reviews. Архів оригіналу за 22 червня 2013. Процитовано 15 травня 2009.
19. ↑  Nobuhiro Watsuki. Rurouni Kenshin, Volume 22 ("The Secret Life of Characters (45) Otowa Hyōko"). — Viz Media, 2006. — С. 178. — ISBN 978-1-4215-0196-3.
20. ↑  Scarecrow Video The Scarecrow Video Movie Guide с. 34
21. ↑  Иванов Б. А. Введение в японскую анимацию.
22. ↑  Kazuhisa Fujie, Walt Wyman The Rurouni Kenshin Companion. ст. 13
23. ↑  Nobuhiro Watsuki. Rurouni Kenshin, Volume 1 ("The Secret Life of Characters (1) Himura Kenshin"). — Viz Media, 2003. — С. 56. — ISBN 978-1-5911-6220-9.
24. ↑  Nobuhiro Watsuki. Rurouni Kenshin, Volume 1 ("Rurouni: Meiji Swordsman Romantic Story (1)"). — Viz Media, 2003. — ISBN 1-4215-0674-2.
25. 1 2 3  Andrew Tei. Anime Expo 2002: Friday Report (англ.). AnimeOnDVD.com. Архів оригіналу за 22 червня 2013. Процитовано 15 травня 2009.
26. ↑  Nobuhiro Watsuki. Rurouni Kenshin, Volume 14 (Chapter 113). — Viz Media, 2005. — С. 28. — ISBN 978-1-5911-6767-9.
27. 1 2  Mike Crandoll. Ruroni Kenshin second OAV series Seisouhen, part 1 (англ.). Anime News Network. Архів оригіналу за 20 січня 2008. Процитовано 15 травня 2009.
28. 1 2 3  Amazon.com. Rurouni Kenshin, Kaoru, Sanosuke Group Key Chain (англ.). Архів оригіналу за 22 червня 2013. Процитовано 16 травня 2009.
29. ↑  Amazon.com. Rurouni Kenshin Story Image Figure! - Himura Kenshin (англ.). Архів оригіналу за 22 червня 2013. Процитовано 15 травня 2009.
30. ↑  Amazon.com. Rurouni Kenshin: Kenshin Battousai Ver. 8" Plush (англ.). Архів оригіналу за 22 червня 2013. Процитовано 15 травня 2009.
31. ↑  Japanimation.com. Reverse Blade Rurouni Sword (англ.). Архів оригіналу за 22 червня 2013. Процитовано 11 лютого 2019.
32. ↑  Nobuhiro Watsuki. Rurouni Kenshin, Volume 14 (Chapter 113). — Viz Media, 2005. — С. 28. — ISBN 978-1-5911-6767-9.
33. ↑  Nobuhiro Watsuki. Rurouni Kenshin, Volume 16 (Chapter 135). — Viz Media, 2005. — С. 106—107. — ISBN 978-1-5911-6854-6.
34. 1 2  Robert Nelson. Rurouni Kenshin the Motion Picture (англ.). T.H.E.M. Anime Reviews. Архів оригіналу за 22 червня 2013. Процитовано 16 травня 2009.
35. ↑  Amazon.com. Rurouni Kenshin: Kaoru Kamiya 8-inch Plush (англ.). Архів оригіналу за 22 червня 2013. Процитовано 16 травня 2009.
36. ↑  Amazon.com. Rurouni Kenshin: Kaoru Wristband (англ.). Архів оригіналу за 22 червня 2013. Процитовано 16 травня 2009.
37. ↑  Nobuhiro Watsuki. Rurouni Kenshin, Volume 14 (Chapter 113). — Viz Media, 2005. — С. 28. — ISBN 978-1-5911-6767-9.
38. ↑  Nobuhiro Watsuki. Rurouni Kenshin, Volume 16 (Chapter 135). — Viz Media, 2005. — ISBN 978-1-5911-6854-6.
39. ↑  Megan Lavey. Mania.com Review: Rurouni Kenshin volume 6 (англ.). Mania Entertainment. Архів оригіналу за 30 квітня 2009. Процитовано 16 травня 2009.
40. ↑  Amazon.com. Rurouni Kenshin: Sweat Band — Sanosuke (англ.). Архів оригіналу за 22 червня 2013. Процитовано 16 травня 2009.
41. ↑  Amazon.com. Rurouni Kenshin: Sanosuke 8" Plush (Plush Doll Figure) (англ.). Архів оригіналу за 22 червня 2013. Процитовано 16 травня 2009.
42. ↑  Nobuhiro Watsuki, Forrest L. Norvell, Kit Fox Rurouni Kenshin Profiles. ст. 34
43. ↑  Nobuhiro Watsuki. Rurouni Kenshin, Volume 6. — Viz Media, 2004. — С. 168. — ISBN 978-1-5911-6356-5.
44. ↑  Nobuhiro Watsuki. Rurouni Kenshin, Volume 1 (Chapter 1). — Viz Media, 2003. — ISBN 978-1-5911-6220-9.
45. ↑  Nobuhiro Watsuki. Rurouni Kenshin, Volume 12 (Chapter 45). — Viz Media, 2006. — С. 43. — ISBN 978-1-59-116703-7.
46. ↑  Nobuhiro Watsuki. Rurouni Kenshin, Volume 1 ("Rurouni: Meiji Swordsman Romantic Story (1)"). — Viz Media, 2003. — ISBN 1-4215-0674-2.
47. 1 2  Nobuhiro Watsuki. Rurouni Kenshin, Volume 3. — Viz Media, 2003. — С. 144. — ISBN 978-1-5911-6250-6.
48. ↑  Nobuhiro Watsuki. Rurouni Kenshin, Volume 7 (Chapter 54, Free Talk). — Viz Media, 2004. — ISBN 978-1-5911-6357-2.
49. ↑  Nobuhiro Watsuki. Rurouni Kenshin, Volume 28 («Free Talk I»). — Viz Media, 2006. — ISBN 978-1-4215-0675-3.
50. ↑  Rurouni Kenshin (manga) (англ.). Anime News Network. Архів оригіналу за 24 травня 2009. Процитовано 14 травня 2009.
51. ↑  るろうに剣心 1 (яп.). Shueisha.co.jp. Архів оригіналу за 22 червня 2013. Процитовано 16 травня 2009.
52. ↑  るろうに剣心 28 (яп.). Shueisha.co.jp. Архів оригіналу за 22 червня 2013. Процитовано 16 травня 2009.
53. ↑  るろうに剣心　完全版　22 (яп.). Shueisha.co.jp. Архів оригіналу за 22 червня 2013. Процитовано 16 травня 2009.
54. ↑  Yahiko no Sakabato (manga) (англ.). Anime News Network. Архів оригіналу за 12 квітня 2009. Процитовано 16 травня 2009.
55. ↑  Viz makes Hikaru no Go and Kenshin official. Anime News network. Архів оригіналу за 23 січня 2009. Процитовано 16 травня 2009.
56. ↑  Kenshin Manga Bids Goodbye. Anime News Network. Архів оригіналу за 7 червня 2008. Процитовано 16 травня 2009.
57. ↑  Rurouni Kenshin, Vol. 1 (VIZBIG Edition). Viz Media. Архів оригіналу за 26 березня 2012. Процитовано 16 травня 2009.
58. ↑  Top '04 Bookstore Graphic Novels (англ.). ICv2.com. Архів оригіналу за 22 червня 2013. Процитовано 14 вересня 2009.
59. ↑  Kenshin hits #1 in North America (англ.). Anime News Network. Архів оригіналу за 8 червня 2008. Процитовано 14 вересня 2009.
60. ↑  Viz Sweeps Bookscan Top Ten (англ.). Anime News Network. Архів оригіналу за 20 червня 2009. Процитовано 14 вересня 2009.
61. 1 2 3  Rurouni Kenshin Concludes this Summer (англ.). IGN. Архів оригіналу за 22 червня 2013. Процитовано 14 вересня 2009.
62. ↑  USATODAY's Top 150 best-selling books list (pdf) (англ.). USA Today. Архів (PDF) оригіналу за 22 червня 2013. Процитовано 14 вересня 2009.
63. ↑  Nobuhiro Watsuki. Rurouni Kenshin, Volume 1 (Free Talk). — Viz Media, 2003. — С. 157. — ISBN 978-1-5911-6220-9.
64. ↑  Nobuhiro Watsuki. Rurouni Kenshin, Volume 3 (Chapter 20, Free Talk). — Viz Media, 20043. — ISBN 978-1-5911-6250-6.
65. ↑  Robin E. Brenner. Understanding Manga and Anime. — Libraries Unlimited, 2007. — С. 33. — ISBN 978-1591583325.
66. ↑  Justin Freeman (5 декабря 2004). Shaman King G1 — Review (англ.). Anime News Network. Архів оригіналу за 15 червня 2014. Процитовано 16 травня 2009.
67. ↑  Megan Lavey. Rurouni Kenshin Vol. #02 (англ.). Mania.com. Архів оригіналу за 22 червня 2013. Процитовано 14 вересня 2009.
68. ↑  A. E. Sparrow. Rurouni Kenshin Vol. 28 Review (англ.). IGN. Архів оригіналу за 22 червня 2013. Процитовано 14 вересня 2009.
69. 1 2  Zac Bertschy. Rurouni Kenshin G.novel 18 (англ.). Anime News Network. Архів оригіналу за 26 квітня 2009. Процитовано 14 вересня 2009.
70. 1 2  Megan Lavey. Rurouni Kenshin Vol. #07 (англ.). Mania.com. Архів оригіналу за 22 червня 2013. Процитовано 14 вересня 2009.
71. 1 2 3  Megan Lavey. Rurouni Kenshin Vol. #28 (англ.). Mania.com. Архів оригіналу за 22 червня 2013. Процитовано 14 вересня 2009.
72. ↑  Megan Lavey. Rurouni Kenshin Vol. #03 (англ.). Mania.com. Архів оригіналу за 22 червня 2013. Процитовано 14 вересня 2009.
73. ↑  Megan Lavey. Rurouni Kenshin Vol. #04 (англ.). Mania.com. Архів оригіналу за 22 червня 2013. Процитовано 14 вересня 2009.
74. 1 2  Kumana, Zubin. Rurouni Kenshin Vol #22: End Song. Архів оригіналу за 22 червня 2013. Процитовано 19 травня 2009.
75. ↑  Rurouni Kenshin (TV) (англ.). Anime News Network. Архів оригіналу за 25 травня 2009. Процитовано 14 травня 2009.
76. ↑  Rurouni Kenshin (англ.). Music.us. Архів оригіналу за 22 червня 2013. Процитовано 19 травня 2009.
77. ↑  Toonami to Receive Facelift. Anime News Network. 3 березня 2003. Архів оригіналу за 16 грудня 2008. Процитовано 19 травня 2009.
78. ↑  Media Blasters February DVDs. Anime News Network. Архів оригіналу за 30 жовтня 2008. Процитовано 19 травня 2009.
79. ↑  Rurouni Kenshin - Wandering Samurai Premium Box Set. Anime News Network. Архів оригіналу за 17 квітня 2009. Процитовано 19 травня 2009.
80. ↑  Rurouni Kenshin - Legend of Kyoto Premium DVD Box Set. Anime News Network. Архів оригіналу за 17 квітня 2009. Процитовано 19 травня 2009.
81. ↑  Rurouni Kenshin - Box Set 3- Meiji Era. Anime News Network. Архів оригіналу за 17 квітня 2009. Процитовано 19 травня 2009.
82. ↑  Rurouni Kenshin - Economy Box TV season 1. Anime News Network. Архів оригіналу за 18 червня 2009. Процитовано 19 травня 2009.
83. ↑  Rurouni Kenshin - Economy Box Season 2 (DVD). Anime News Network. Архів оригіналу за 17 червня 2009. Процитовано 19 травня 2009.
84. ↑  Rurouni Kenshin - Economy Box Season 2. Anime News Network. Архів оригіналу за 17 червня 2009. Процитовано 19 травня 2009.
85. ↑  TV Asahi Top 100 Anime Part 2 (англ.). Anime News Network. 23 сентября 2005. Архів оригіналу за 9 липня 2014. Процитовано 19 травня 2009.
86. ↑  TV Asahi Top 100 Anime (англ.). Anime News Network. 23 сентября 2005. Архів оригіналу за 15 червня 2014. Процитовано 19 травня 2009.
87. ↑  Japan's Favorite TV Anime (англ.). Anime News Network. 13 октября 2006. Архів оригіналу за 3 серпня 2014. Процитовано 19 травня 2009.
88. ↑  第19回アニメグランプリ　［1997年6月号］ (яп.). Animage. Архів оригіналу за 24 серпня 2011. Процитовано 14 вересня 2009.
89. ↑  第20回アニメグランプリ　［1998年6月号 (яп.). Animage. Архів оригіналу за 20 лютого 2012. Процитовано 14 вересня 2009.
90. ↑  American Anime Award Winners (англ.). icv2.com. 26 февраля 2007. Архів оригіналу за 22 червня 2013. Процитовано 19 травня 2009.
91. ↑  Anime Top Searches (англ.). Anime News Network. 22 ноября 2005. Архів оригіналу за 5 березня 2008. Процитовано 19 травня 2009.
92. ↑  Jason Huff. Rurouni Kenshin: Wandering Samurai. www.theanimereview.com (англ.). The Anime Review. Архів оригіналу за 26 січня 2016. Процитовано 11 лютого 2019.
93. 1 2  Mark A. Grey. Rurouni Kenshin DVD 7: Shadow of the Wolf (англ.). Anime News Network. Архів оригіналу за 22 липня 2012. Процитовано 15 вересня 2009.
94. 1 2  Mike Crandol. Rurouni Kenshin: Legend of Kyoto DVD Vol. 14: Fire Requiem (англ.). Anime News Network. Архів оригіналу за 13 липня 2009. Процитовано 15 вересня 2009.
95. ↑  Chris Beveridge. Rurouni Kenshin Vol. #01: Legendary Swordsman (англ.). Mania.com. Архів оригіналу за 22 червня 2013. Процитовано 15 вересня 2009.
96. ↑  Kenneth Lee. Rurouni Kenshin Vol. #01: Legendary Swordsman (англ.). Mania.com. Архів оригіналу за 22 червня 2013. Процитовано 15 вересня 2009.
97. ↑  Abraham Evangelista. Rurouni Kenshin Vol. #07: Shadow of the Wolf (англ.). Mania.com. Архів оригіналу за 22 червня 2013. Процитовано 15 вересня 2009.
98. ↑  Karen Gellender. Rurouni Kenshin Vol. #14: Fire Requiem (англ.). Mania.com. Архів оригіналу за 22 червня 2013. Процитовано 15 вересня 2009.
99. ↑  Chris Shepard. Vol. 2 - Battle in the Moonlight (англ.). Anime News Network. Архів оригіналу за 8 лютого 2008. Процитовано 15 вересня 2009.
100. ↑  Chris Beveridge. Rurouni Kenshin Vol. #04: False Prophet (англ.). Mania.com. Архів оригіналу за 22 червня 2013. Процитовано 15 вересня 2009.
101. ↑  Karen Gellender. Rurouni Kenshin Vol. #15: The Firefly's Wish (англ.). Mania.com. Архів оригіналу за 22 червня 2013. Процитовано 15 вересня 2009.
102. ↑  Rurouni Kenshin: Meiji Kenkaku Romantan (2023) (англ.), процитовано 22 січня 2024
103. ↑  @AIR_News01 (17 грудня 2023). The new "Rurouni Kenshin" anime series is receiving a second season subtitled "Kyoto Disturbance" in 2024 (Твіт)  (англ.). Архів оригіналу за 25 січня 2025 — через Твіттер.
104. ↑  Rurôni Kenshin: Ishin shishi e no Requiem. IMDb.com. Архів оригіналу за 22 червня 2013. Процитовано 22 травня 2009.
105. ↑  Chris Beveridge. Rurouni Kenshin Movie (англ.). Mania.com. Архів оригіналу за 22 червня 2013. Процитовано 3 червня 2009.
106. ↑  Brian Chen. Rurouni Kenshin Movie (англ.). Mania.com. Архів оригіналу за 22 червня 2013. Процитовано 22 травня 2009.
107. 1 2  Bamboo Dong. Rurouni Kenshin OAV — Review (англ.). Anime News Network. Архів оригіналу за 29 квітня 2009. Процитовано 23 травня 2009.
108. 1 2  Mike Crandol. Samurai X Director's Cut (англ.). Anime News Network. Архів оригіналу за 5 лютого 2008. Процитовано 23 травня 2009.
109. ↑  Rurôni Kenshin: Meiji kenkaku roman tan: Tsuioku hen. IMDb.com. Архів оригіналу за 22 червня 2013. Процитовано 23 травня 2009.
110. ↑  Carlos Ross. Rurouni Kenshin: Trust & Betrayal (англ.). T.H.E.M. Anime Reviews. Архів оригіналу за 22 червня 2013. Процитовано 23 травня 2009.
111. ↑  Frank B. Chavez III. Rurouni Kenshin: Tsuiokuhen OVA Review (англ.). TheSpectrum.net. Архів оригіналу за 22 червня 2013. Процитовано 23 травня 2009.
112. ↑  るろうに剣心~明治剣客浪漫譚~ 追憶編 第一幕「斬る男」 (VHS) (яп.). Amazon.co.jp. Архів оригіналу за 22 червня 2013. Процитовано 23 травня 2009.
113. ↑  るろうに剣心~明治剣客浪漫譚~ 追憶編 第二幕「迷い猫」 (VHS) (яп.). Amazon.co.jp. Архів оригіналу за 22 червня 2013. Процитовано 23 травня 2009.
114. ↑  るろうに剣心~明治剣客浪漫譚~ 追憶編 第三幕「宵里山(よいのさとやま)」 (VHS) (яп.). Amazon.co.jp. Архів оригіналу за 22 червня 2013. Процитовано 23 травня 2009.
115. ↑  るろうに剣心~明治剣客浪漫譚~ 追憶編 第四幕「十字傷」 (VHS) (яп.). Amazon.co.jp. Архів оригіналу за 22 червня 2013. Процитовано 23 травня 2009.
116. ↑  Rurôni Kenshin: Seisô hen. IMDb.com. Архів оригіналу за 22 червня 2013. Процитовано 23 травня 2009.
117. 1 2  Mike Crandol. Ruroni Kenshin OVA series 2, part 2 — Review (англ.). Anime News Network. Архів оригіналу за 10 квітня 2009. Процитовано 23 травня 2009.
118. ↑  Mike Crandol. Ruroni Kenshin OVA series 2, part 1 — Review (англ.). Anime News Network. Архів оригіналу за 20 січня 2008. Процитовано 15 травня 2009.
119. ↑  Robert Nelson. Rurouni Kenshin: Reflection (англ.). T.H.E.M. Anime Reviews. Архів оригіналу за 22 червня 2013. Процитовано 23 травня 2009.
120. ↑  るろうに剣心-明治剣客浪漫譚- 星霜編 ~上巻~ (VHS) (яп.). Amazon.co.jp. Архів оригіналу за 22 червня 2013. Процитовано 23 травня 2009.
121. ↑  るろうに剣心-明治剣客浪漫譚- 星霜編 ~下巻~ (VHS) (яп.). Amazon.co.jp. Архів оригіналу за 22 червня 2013. Процитовано 23 травня 2009.
122. ↑  Viz Media Announces the Release of First Rurouni Kenshin Fiction Novel (англ.). Anime News Network. Архів оригіналу за 29 квітня 2009. Процитовано 14 травня 2009.
123. ↑  るろうに剣心1～明治剣客浪漫譚～ (яп.). Shueisha. Архів оригіналу за 22 червня 2013. Процитовано 14 травня 2009.
124. ↑  Viz Media - Products: Rurouni Kenshin: Voyage to the Moon World (Novel) (англ.). Viz Media. Архів оригіналу за 27 січня 2012. Процитовано 14 травня 2009.
125. ↑  るろうに剣心 2 ～明治剣客浪漫譚～ (яп.). Shueisha. Архів оригіналу за 22 червня 2013. Процитовано 14 травня 2009.
126. ↑  るろうに剣心～明治剣客浪漫譚～島原編 ルロウニケンシン (яп.). Shueisha. Архів оригіналу за 22 червня 2013. Процитовано 14 травня 2009.
127. ↑  Noriyuki Asakura (англ.). Anime News Network. Архів оригіналу за 24 березня 2009. Процитовано 23 травня 2009.
128. ↑  Taku Iwasaki (англ.). Anime News Network. Архів оригіналу за 22 травня 2009. Процитовано 23 травня 2009.
129. ↑  Taro Iwashiro (англ.). Anime News Network. Архів оригіналу за 23 січня 2009. Процитовано 23 травня 2009.
130. ↑  るろうに剣心 (Limited Edition) (яп.). Amazon.co.jp. Архів оригіналу за 27 січня 2012. Процитовано 7 травня 2009.
131. ↑  るろうに剣心 : 明治剣客浪漫譚 ― オリジナル・サウンドトラック ~ディパーチャー (яп.). Amazon.co.jp. Архів оригіналу за 27 січня 2012. Процитовано 7 травня 2009.
132. ↑  るろうに剣心~明治剣客浪漫譚~III (яп.). Amazon.co.jp. Архів оригіналу за 27 січня 2012. Процитовано 7 травня 2009.
133. ↑  るろうに剣心 : 明治剣客浪漫譚 ― オリジナル・サウンドトラック 4 ~レット・イット・バーン (яп.). Amazon.co.jp. Архів оригіналу за 27 січня 2012. Процитовано 7 травня 2009.
134. ↑  るろうに剣心 : 明治剣客浪漫譚 維新志士への鎮魂歌 劇場盤 ― オリジナル・サウンドトラック (яп.). Amazon.co.jp. Архів оригіналу за 27 січня 2012. Процитовано 7 травня 2009.
135. ↑  るろうに剣心 : 明治剣客浪漫譚 追憶編 ― オリジナル・サウンドトラック (яп.). Amazon.co.jp. Архів оригіналу за 27 січня 2012. Процитовано 7 травня 2009.
136. ↑  るろうに剣心 : 明治剣客浪漫譚 星霜編 ― オリジナル・サウンドトラック (яп.). Amazon.co.jp. Архів оригіналу за 27 січня 2012. Процитовано 7 травня 2009.
137. ↑  るろうに剣心 : 明治剣客浪漫譚 ― オリジナル・サウンドトラック ~ディレクターズ・コレクション (яп.). Amazon.co.jp. Архів оригіналу за 27 січня 2012. Процитовано 7 травня 2009.
138. ↑  るろうに剣心 / 明治剣客浪漫譚 ― ベスト・テーマ・コレクション (яп.). Amazon.co.jp. Архів оригіналу за 27 січня 2012. Процитовано 7 травня 2009.
139. ↑  「るろうに剣心~明治剣客浪漫譚」ブリリアント・コレクション (яп.). Amazon.co.jp. Архів оригіналу за 27 січня 2012. Процитовано 7 травня 2009.
140. ↑  るろうに剣心 プレミアムコレクション (яп.). Amazon.co.jp. Архів оригіналу за 27 січня 2012. Процитовано 7 травня 2009.
141. ↑  「るろうに剣心~明治剣客浪漫譚」ソングス(限定盤) (яп.). Amazon.co.jp. Архів оригіналу за 27 січня 2012. Процитовано 7 травня 2009.
142. ↑  るろうに剣心 / 明治剣客浪漫譚 : SONGS2 (яп.). Amazon.co.jp. Архів оригіналу за 27 січня 2012. Процитовано 7 травня 2009.
143. ↑  るろうに剣心、明治剣客浪漫譚: ゲーム・ミュージック (яп.). Amazon.co.jp. Архів оригіналу за 27 січня 2012. Процитовано 7 травня 2009.
144. ↑  るろうに剣心 : 明治剣客浪漫譚 十勇士陰謀編 ― オリジナル・ゲームサウンドトラック (яп.). Amazon.co.jp. Архів оригіналу за 27 січня 2012. Процитовано 7 травня 2009.
145. ↑  「るろうに剣心-明治剣客浪漫譚-」COMPLETE CD-BOX (яп.). Amazon.co.jp. Архів оригіналу за 27 січня 2012. Процитовано 7 травня 2009.
146. 1 2  るろうに剣心 明治剣客浪漫譚 和月伸宏 (CD). Amazon.co.jp. Архів оригіналу за 22 червня 2013. Процитовано 14 травня 2009.
147. ↑  るろうに剣心―明治検客浪漫譚 (集英社カセット 110 コミックシリーズ) (文庫). Amazon.co.jp. Архів оригіналу за 22 червня 2013. Процитовано 14 травня 2009.
148. ↑  Nobuhiro Watsuki. Rurouni Kenshin, Volume 2 (Chapter 9, Free Talk). — Viz Media, 2003. — ISBN 978-1-5911-6249-0.
149. ↑  Nobuhiro Watsuki. Rurouni Kenshin, Volume 4 (Chapter 24, Free Talk). — Viz Media, 2004. — ISBN 978-1-5911-6251-3.
150. ↑  Nobuhiro Watsuki. Rurouni Kenshin, Volume 5 (Chapter 31, Free Talk). — Viz Media, 2004. — ISBN 978-1-5911-6320-6.
151. ↑  るろうに剣心 2 (2) (CD). Amazon.co.jp. Архів оригіналу за 22 червня 2013. Процитовано 14 травня 2009.
152. ↑  3 るろうに剣心 (3) (CD). Amazon.co.jp. Архів оригіналу за 22 червня 2013. Процитовано 14 травня 2009.
153. ↑  原典・るろうに剣心－明治剣客浪漫譚－「剣心秘伝」 (яп.). Shueisha.co.jp. Архів оригіналу за 21 червня 2013. Процитовано 23 травня 2009.
154. ↑  Rurouni Kenshin - Manga - Profiles (англ.). www.dreamlandcomics.com. Архів оригіналу за 21 червня 2013. Процитовано 16 квітня 2011.
155. ↑  全史・るろうに剣心　―明治剣客浪漫譚―　剣心華伝 (яп.). Shueisha.co.jp. Архів оригіналу за 27 січня 2012. Процитовано 3 лютого 2009.
156. ↑  るろうに剣心・剣心草紙―電影画帖―アニメコレクション (яп.). Shueisha.co.jp. Архів оригіналу за 21 червня 2013. Процитовано 23 травня 2009.
157. ↑  るろうに剣心・剣心草紙―電影画帖―アニメコレクション (яп.). Shueisha.co.jp. Архів оригіналу за 21 червня 2013. Процитовано 23 травня 2009.
158. ↑  るろうに剣心・剣心草紙―電影画帖―アニメコレクション (яп.). Shueisha.co.jp. Архів оригіналу за 21 червня 2013. Процитовано 23 травня 2009.
159. ↑  流浪人―動画版・るろうに剣心-明治剣客浪漫譚-傑作画集 (яп.). Amazon.co.jp. Архів оригіналу за 21 червня 2013. Процитовано 23 травня 2009.
160. ↑  るろうに剣心 維新激闘編 (яп.). Amazon.co.jp. Архів оригіналу за 21 червня 2013. Процитовано 23 травня 2009.
161. ↑  るろうに剣心 -明治剣客浪漫譚- 維新激闘編 (яп.). Архів оригіналу за 21 червня 2013. Процитовано 23 травня 2009.
162. ↑  るろうに剣心 十勇士陰謀編 (яп.). Amazon.co.jp. Архів оригіналу за 21 червня 2013. Процитовано 23 травня 2009.
163. ↑  るろうに剣心 -明治剣客浪漫譚- 炎上!京都輪廻(特典無し) (яп.). Amazon.co.jp. Архів оригіналу за 21 червня 2013. Процитовано 23 травня 2009.
164. ↑  Julien Dordain. Charts Japon: le Top 500 de 2006 (фр.). Jeuxactu.com. Архів оригіналу за 21 червня 2013. Процитовано 23 травня 2009.
165. ↑  Jump Super Stars official website (англ.). Nintendo. Архів оригіналу за 21 червня 2013. Процитовано 23 травня 2009.
166. ↑  Jump Ultimate Stars official website (англ.). Nintendo. Архів оригіналу за 21 червня 2013. Процитовано 23 травня 2009.

## Рекомендована література
- Tyler Murphy, Schreyer Honors College. Defining the Villain: A Survey of Contemporary Japanese Cartoon-animated Villains from Trigun, Rurouni Kenshin, and Princess Mononoke. — Pennsylvania State University, 2007. — 150 с.
- Kazuhisa Fujie, Walt Wyman. The Rurouni Kenshin Companion. — DH, 2006. — 192 с. — ISBN 9781932897111.
- Laura Beth Hayward, Schreyer Honors College. Historical Animation, Gender Roles, and Modernization: A Comprehensive Analysis of Japanese History and Culture as Presented in the Anime Rurouni Kenshin. — Pennsylvania State University, 2007. — 122 с.
- Nobuhiro Watsuki, Forrest L. Norvell, Kit Fox. Rurouni Kenshin Profiles. — VIZ Media, 2005. — 200 с. — ISBN 9781421501604.